# Гюнтер XXI (Шварцбург-Бланкенбург)
Гюнтер XXI фон Шварцбург-Бланкенбург (на немски: Günther XXI, Graf von Schwarzburg-Blankenburg, * 1304, замък Бланкенбург при Бад Бланкенбург; † 14 юни 1349, Франкфурт на Майн) от Дом Шварцбург, е римско-немски геген-крал от 30 януари до 26 май 1349 г. и граф на Шварцбург.

## Биография
Той е третият син на граф Хайнрих VII от Шварцбург-Бланкенбург († 1324) и Кристина фон Глайхен († сл. 18 септември 1296), дъщеря на граф Албрехт III фон Глайхен-Тонна († 1290) и Цецилия Есбернсдатер от Дания († сл. 1268).
Гюнтер фон Шварцбург е дипломат на служба при император Лудвиг IV от род Вителсбах. След две години след смъртта на императора на 11 октомври 1347 г. застава против избрания на 11 юли 1346 г. – тогава още геген-крал – Карл IV от род Люксембурги. На 30 януари 1349 г. в доминиканския манастир при Франкфурт на Майн той е избран за последник на краля от партията на Вителсбахите и техните поддръжници. Изборът се води от маркграф фон Бранденбург Лудвиг V (синът на император Лудвиг IV Баварски), също херцога на Саксония-Лауенбург, пфалцграфа при Рейн и сваления архиепископ на Майнц курфюрст Хайнрих III фон Вирнебург, който го коронова. Градът обаче вече е признал Карл IV и оставя Гюнтер да чака една седмица на полето пред града. Едва на 6 февруари той влиза тържествено в града, въведен е в службата му и приема приветствията на гражданите.
Карл IV успява бързо да привлече привържениците на Гюнтер и побеждава неговата войска при Елтвиле на Рейн. На 26 май 1349 г. Гюнтер се отказва за 20 000 марки от всичките си претенции в договор от Елтвиле и срещу амнистия за неговите поддръжници. Малко след това той умира на 14 юни 1349 г. вероятно от чума в Йоанитския манастир във Франкфурт. Вероятно е бил отровен, но това исторически не е доказано. По нареждане на Карл IV Гюнтер е погребан с кралско честване в катедралата на Франкфурт.
През 1777 г. в Манхайм с голям успех се състои премиерата на операта „Гюнтер фон Шварцбург“ от Игнац Холцбауер (1711 – 1783).

## Фамилия
Гюнтер се жени на 9 септермври 1331 г. за Елизабет фон Хонщайн-Клетенберг († 4 април 1380), дъщеря на граф Хайнрих IV фон Хонщайн. Те имат децата:
- Хайнрих XIII (* 1339, † септември 1357), умира бездетен
- София († 1392), омъжена за: I. граф Фридрих II фон Орламюнде († 1367); II. Георг I фон Кефернбург-Илменау († 1376); III. граф Хайнрих XI фон Щолберг († 1377/78); IV. сл. 13 декември 1377 г. Йохан II фон Шварцбург-Вахсенбург († 1407)
- Елизабет († 1380), монахиня в Илм
- Агнес/Агнеса († 13 април 1399), омъжена 1366 за Херман IV/V, граф фон Хенеберг-Ашах († 1403)
- Мехтилда († 26 юни 1381), омъжена на 15 януари 1369 за граф Гебхард IV фон Мансфелд-Кверфурт († 1382)